# Brevirostrum
Brevirostrum is een vliegengeslacht uit de familie van de roofvliegen (Asilidae).

## Soorten
- B. coei (Oldroyd, 1964)